# Карнович-Валуа, Сергей Сергеевич
Сергей Сергеевич Карнович-Валуа (18 апреля 1899, Шадринск, Пермская губерния — 4 января 1985, Ленинград) — советский актёр театра и кино.

## Биография
Сергей Карнович родился 18 апреля 1899 года в городе Шадринске Шадринского уезда Пермской губернии, ныне город областного подчинения Курганской области. Отец — Сергей Валерианович Карнович (1853—1918), из дворян Ярославской губернии, с декабря 1898 года крестьянский начальник 2-го участка Курганского уезда Тобольской губернии; выйдя в отставку в 1901 году стал актёром. Мать Виктория Фаустовна Кручинина (?—1961) — актриса Шадринского театра. Фамилия Карнович-Валуа получилась путём присоединения сценического псевдонима родителей — Валуа к их настоящей фамилии. Тёткой Сергея была Ольга Палей (морганатическая жена великого князя Павла Александровича), поэтому в 1916 году императорским указом было утверждёно решение Ярославского дворянского собрания о причислении Сергея Валериановича и его сестры Ольги к роду Карновичей.
Работая в провинции, Карновичи постоянно переезжали из города в город, меняя места работы по окончании сезонов два-три раза в год. Таким образом, Сергей и его сестра Ольга (род. в 1900 году) объехали почти всю Россию. Им довелось жить в Архангельске, Астрахани, Пензе, Пскове, Казани, Саратове и других городах. В 1914 году их родители остались на постоянное жительство в Санкт-Петербурге. Там они были приняты в труппу Малого театра, а в 1915 году перешли в Александринский театр. В январе 1918 года Сергей Валерианович, возвращаясь вечером из театра домой, был застрелен грабителями.
Сергей учился в пансионе Эмбо (Ростов-на-Дону), в одесской гимназии Иллиади, в киевской 8-й гимназии, в 1916 году окончил частную гимназию Г. К. Штемберга в Санкт-Петербурге). В 1919 году окончил драматические курсы Владимира Давыдова.
В июне — августе 1917 года — артист городского театра Евпатории.
В августе 1917 — феврале 1918 года был актёром Александринского театра; вступил в труппу во время её гастролей в Евпатории.
В феврале — мае 1918 года — артист Петроградского театра «Народной свободы».
В июне — августе 1918 года — артист Вологодского городского театра.
В феврале — июле 1919 года — артист театра в селе Троица-Нерль Тверской губернии.
В июне — июле 1919 года — артист Московского театра «Аквариум».
В 1919—1921 годах — артист театра в селе Троица-Нерль Тверской губернии.
В июне — августе 1921 года — артист Петроградского театра при Смольном и Таврического театра.
В 1921—1922 годах — артист Петрозаводского театра «Триумф».
В июне — августе 1922 года — артист городского театра Лодейного Поля.
В 1922—1923 годах — артист Витебского городского театра.
В июне — августе 1923 года — артист Смоленского театра в Лопатинском саду.
В 1923—1924 годах — артист Смоленского городского театра.
В июне — августе 1924 года — гастролировал с труппой В. Н. Давыдова по Волге и Кавказу.
В 1924—1925 годах — артист театра в селе Троица-Нерль Тверской губернии.
В феврале — июне 1925 года — гастролировал с труппой В. Н. Давыдова по Украине.
В 1925—1926 годах — артист Ленинградского театра «Красный молот».
В 1926—1927 годах — артист Брянского городского театра.
Летом 1927 года — артист Бежицкого городского театра.
В 1927—1928 годах — артист Курского драматического театра.
Летом 1928 года — артист Орловского городского театра.
В 1928—1929 годах — артист театра «Русской драмы» (гастрольная поездка по Мурманской железной дороге).
Летом 1929 года гастролировал с труппой Ю. М. Юрьева по Украине и Кавказу.
В 1929—1930 годах — артист Ленинградского Малого драматического театра.
С 1930 года до конца жизни выступал на сцене Большого драматического театра.
В кино снимался с 1935 года. Первым фильмом стала приключенческая лента о советских геологах «Лунный камень», снятая режиссёрами Адольфом Минкиным и Игорем Сорохтиным. Среди наиболее заметных ролей — Аракчеев («Юность поэта»), фон Клаус («Великий перелом»), Гедеонов («Римский-Корсаков»), генерал Кадочников («Его время придёт»), Цвейгель («Генерал и маргаритки»), Ратенау («Москва — Генуя»), граф Фредерикс («Крушение империи»), профессор («Анна и Командор»).
Много работал на телевидении и на радио, выступал в концертах в качестве чтеца.
Сергей Карнович-Валуа умер 4 января 1985 года в городе Ленинграде, ныне Санкт-Петербург. Похоронен на Богословском кладбище.

### Семья
- Прапрадед Стефан Ефимович Карнович в 1761 году возведён императором Петром III в графы герцогства Шлезвиг-Голштинского, но ни он, ни его потомки этим титулом не пользовались.
- Дед — Валериан Гаврилович Карнович, помощник главного смотрителя странноприимного дома в Москве.
- Отец — Сергей Валерианович Карнович (2 (14) мая 1853 года — 13 января 1918 года), из дворян, во время Русско-турецкой войны охотник 137-го пехотного Нежинского полка. С 1887 года играл в театрах и использовал сценический псевдоним Валуа. С 1888 года канцелярист по земельному устройству государственных крестьян 2-го участка Курганского уезда Тобольской губернии; с 8 (20) апреля 1895 года — председатель присутствия по крестьянским делам Курганского уезда; с 15 (27) декабря 1898 года — крестьянский начальник 2-го участка Курганского уезда. Кавалер ордена Св. Анны III степени. В 1-м браке с Любовью Николаевной Капутиной детей не было. В январе 1901 года в чине коллежского советника окончательно оставил службу и поступил в частную антрепризу[5].
- Мать — Виктория Фаустовна Кручинина (?—27 сентября 1961), носила сценический псевдоним Кручинина-Валуа.
- Летом 1919 года, работая в Москве в театрах «Аквариум» и Сретенском, Сергей Сергеевич женился на Евгении Матвеевне Гахштейн. В 1925 году супруги расстались.
  - Сын от первого брака Геннадий Карнович-Валуа (1920—1992) был актёром Московского Театра им. Ленинского Комсомола и Государственного академического Малого театра.
- В 1927 году С. С. Карнович-Валуа женился во второй раз, на актрисе Евгении Дмитриевне Царёвой.
- Тётка — княгиня Палей, Ольга Валериановна, графиня фон Гогенфельзен (урождённая Карно́вич, в первом браке фон Пистолькорс; (2 (14) декабря 1865, Санкт-Петербург — 2 ноября 1929, Париж) — вторая (морганатическая) супруга великого князя Павла Александровича. Её дочь — актриса Натали Палей.

## Творчество

### Роли в театре
Большой драматический театр имени М. Горького
- «Дон Карлос» Фридриха Шиллера — герцог
- «Улица радости» Натана Зархи — мистер Гоукер
- «Интервенция» Льва Славина — Имерцаки и Филька-анархист
- «Аристократы» Николая Погодина — Садовский
- «Под каштанами Праги» Константина Симонова — Ян Грубек
- «Благочестивая Марта» Тирсо де Молины — капитан Урбино
- 1947 — «Русский вопрос» Константина Симонова — Макферсон
- 1948 — «Стакан воды» Эжена Скриба — виконт Болинброк
- «Бесприданница» Александра Николаевича Островского — Кнуров
- «Волки и овцы» Александра Николаевича Островского — Беркутов
- «Слуга двух господ» Карло Гольдони — Панталоне
- «Егор Булычов и другие» Максима Горького — Пропотей
- «Дачники» Максима Горького — Шалимов
- 1950 — «Разлом» Б. Лавренёва — Ярцев
- 1950 — «Флаг адмирала» Александра Штейна — Уорд
- 1951 — «Любовь Яровая» Константина Тренёва — полковник Кутов
- 1957 — «Достигаев и другие» М. Горького — Его превосходительство
- 1957 — «Идиот» по роману Ф. М. Достоевского; постановка Г. А. Товстоногова — Тоцкий
- 1967 — «Правду! Ничего, кроме правды!» Д. Аля; постановка Г. А. Товстоногова — Стерлинг

### Работы на телевидении
- 1963 — «Рембрандт» (телеспектакль) — доктор Тюльп
- 1964 — «Кюхля», по Ю. Тынянову (телеспектакль); постановка Александра Белинского — Державин
- 1968 — «Кориолан» У. Шекспира (телеспектакль)
- 1969 — «Смерть Вазир-Мухтара», по Ю. Тынянову (телеспектакль); постановка Розы Сироты и Владимира Рецептера— полковник
- 1972 — «31-й отдел» (телеспектакль); постановка Юрия Аксёнова — секретарь шефа концерна

### Фильмография
- 1935 — Лунный камень — председатель учёного совета
- 1936 — Юность поэта — Аракчеев
- 1937 — Волочаевские дни — церковный регент
- 1938 — Выборгская сторона — анархист
- 1939 — Танкисты — вражеский генерал
- 1940 — Танкер «Дербент» — репортёр
- 1945 — Великий перелом — фон Клаус
- 1947 — Пирогов — цыган-гитарист
- 1949 — Звезда — Виллибальд-Эрнст Беннеке
- 1952 — Римский-Корсаков — Гедеонов
- 1954 — Укротительница тигров — дирижёр циркового оркестра
- 1955 — Неоконченная повесть — Валентин Осипович
- 1955 — Двенадцатая ночь — посланник герцога Орсино
- 1957 — Его время придёт — генерал Кадочников
- 1958 — Красные листья — Игнаций Мосцицкий
- 1958 — В дни Октября — директор кабаре
- 1959 — Сын Иристона — генерал Смекалов
- 1960 — Первые испытания
- 1962 — Серый волк
- 1963 — Генерал и маргаритки — Цвейгель
- 1964 — Москва — Генуя — Ратенау
- 1964 — Гранатовый браслет — переводчик
- 1965 — Чрезвычайное поручение — Плеханов
- 1965 — Первая Бастилия
- 1966 — Три толстяка — генерал
- 1967 — Зелёная карета — актёр
- 1968 — Наши знакомые — хозяин ресторана
- 1969 — Мальчишки — прохожий
- 1969 — Это именно я
- 1969 — Вам!
- 1970 — Ференц Лист. Грёзы любви — священник
- 1970 — Севастополь
- 1970 — Крушение империи — граф Фредерикс
- 1971 — Прощание с Петербургом — распорядитель
- 1971 — Красный дипломат. Страницы жизни Леонида Красина
- 1971 — Достояние республики — аукционист
- 1972 — Меченый атом
- 1972 — Звезда в ночи — Горчаков
- 1973 — Опознание — Георг фон Шницлер
- 1973 — Был настоящим трубачом — Николай Сергеевич
- 1974 — Анна и Командор — профессор
- 1975 — Агония — генерал
- 1977 — Нос — чин
- 1979 — Соловей — советник
- 1980 — Лес — Бодаев

## Награды
- Медаль «За оборону Ленинграда», 29 ноября 1943 года
- Медаль «За доблестный труд в Великой Отечественной войне 1941—1945 гг.», 8 июня 1946 года

## Адреса
- Ленинград, Лесной, 2-й Муринский, 42, кв.16[6].